# Codice delle Rubriche del Breviario e del Messale Romano
Il Codice delle Rubriche del Breviario e del Messale Romano è un documento liturgico suddiviso in tre parti promulgato da papa Giovanni XXIII nel 1960 che in qualità di codice giuridico indicava la legge liturgica e sacramentale che regolava la celebrazione della Messa di rito romano e dell'Ufficio divino.
Papa Giovanni ha approvato il Codice delle Rubriche con il motu proprio Rubricarum instructum del 25 luglio 1960. La Sacra Congregazione dei Riti ha promulgato il Codice delle Rubriche, il calendario riveduto, e modifiche (variationes) al Breviario Romano al Messale Romano e al Martirologio Romano tramite il decreto Novum rubricarum il giorno successivo. Nel Breviario Romano, il Codice delle Rubriche ha sostituito le precedenti norme. Nel Messale Romano, ha sostituito le sezioni, Rubricae generales Missalis (Rubriche generali del Messale) e Additiones et variationes in rubricis Missalis ad normam Bullae "Divino afflatu" et subsequentium S.R.C. Decretorum (Aggiunte e modifiche alle Rubriche del Messale in linea con la Bolla Divino afflatu e i decreti della Sacra Congregazione dei Riti). Come dichiarato dallo stesso papa Pio X, la sua revisione del Salterio del Breviario Romano doveva essere seguita da una revisione del Messale Romano. In attesa di tale revisione, la prima delle due sezioni del Messale Romano continuò ad essere stampata come prima, anche se la seconda sezione rese invalide alcune delle sue disposizioni. A questa situazione anomala si pose rimedio nell'edizione tipica del Messale Romano del 1962, che al suo posto pubblicò le parti del Codice delle Rubriche che riguardavano il Messale. A sua volta, il Codice delle Rubriche è stato sostituito dall'Istruzione generale del Messale Romano del 1970, ma rimane in vigore per la celebrazioni della Messa di rito romano secondo il Messale del 1962.

## Contenuto
Il Codice delle Rubriche è diviso in tre parti. La prima parte, "Rubriche generali" (Rubricae generales), fornisce le regole riguardanti i giorni liturgici come le domeniche, le vigilie, le feste, le ottave e questioni come il colore dei paramenti sacri. La seconda parte, "Rubriche generali del Breviario Romano" (Rubricae generales Breviarii Romani), contiene specifiche rubriche del Breviario Romano. La terza parte, "Rubriche generali del Messale Romano" (Rubricae generales Missalis Romani), contiene rubriche specifiche del Messale Romano.

## Alcune modifiche
Sono state effettuate alcune modifiche alle rubriche, tra cui un nuovo sistema di classificazione dei giorni liturgici del rito romano (come giorni di prima, seconda, terza o quarta classe) sostituendo la tradizionale classificazione delle domeniche e dei giorni festivi come doppi semplici o di vario grado. Le semplificazioni comprendevano l'eliminazione di molte delle letture patristiche al Mattutino e la riduzione del numero di commemorazioni da osservare nell'Ufficio e nella Messa. Sono stati introdotti diversi cambiamenti nei riti da osservare durante la Messa, come l'eliminazione dell'obbligo per il celebrante di leggere l'Epistola e il Vangelo all'altare durante la Messa solenne, mentre i testi venivano cantati rispettivamente dal suddiacono e dal diacono.
In associazione con il Codice delle Rubriche sono state emesse nuove edizioni tipiche del Breviario Romano e del Messale, incorporando nel testo le modifiche introdotte dal Codice delle Rubriche. Il Breviario revisionato è stato pubblicato nel 1960 (nello stesso anno del Codice delle Rubriche); il Messale Romano revisionato, il cui ultimo titolo, Missale Romanum ex decreto sacrosancti Concilii Tridentini restitutum lo collegava al Concilio di Trento è stato pubblicato nel 1962.